# Jaan Talts
Jaan Talts (né le 19 mai 1944 à Massiaru) est un haltérophile estonien, champion olympique pour l'Union soviétique en 1972, après avoir obtenu la médaille d'argent en 1968.
Dans sa carrière sportive, il a battu 43 records du monde.
De 1995 à 1996, il a été membre du Riigikogu, le Parlement estonien.